# Hyllievång
Hyllievång is een wijk in aanbouw, gelegen in het stadsdeel Väster van de Zweedse stad Malmö. De wijk telt 67 inwoners (2013) en heeft een oppervlakte van 2,18 km². Hyllievång ligt in het zuiden van Malmö, in de buurt van Holma en Kroksbäck.
In 2006 was de enige bebouwing in het gebied de watertoren Hyllie vattentorn. Begin november 2008 werd de Malmö Arena geopend. Station Hyllie werd in december 2010 in gebruik genomen, als onderdeel van de Citytunnel Malmö. De naastgelegen parkeergarage werd tevens geopend.
Er zijn plannen om een attractiepark in het gebied te openen, wat een oppervlakte zal krijgen van 20.000 m².

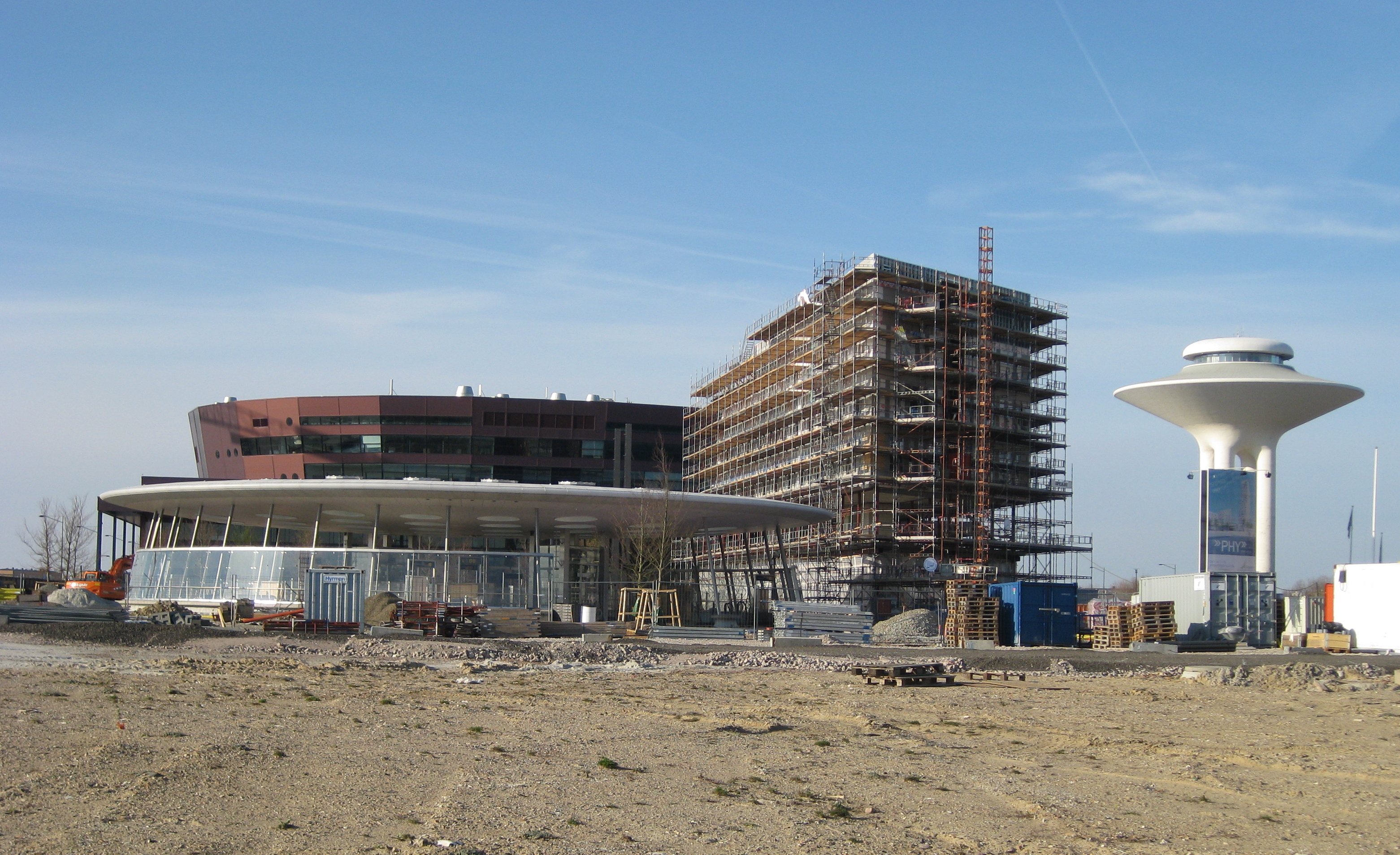
Station Hyllie, met op de achtergrond Malmö Arena en de Hyllie vattentorn.
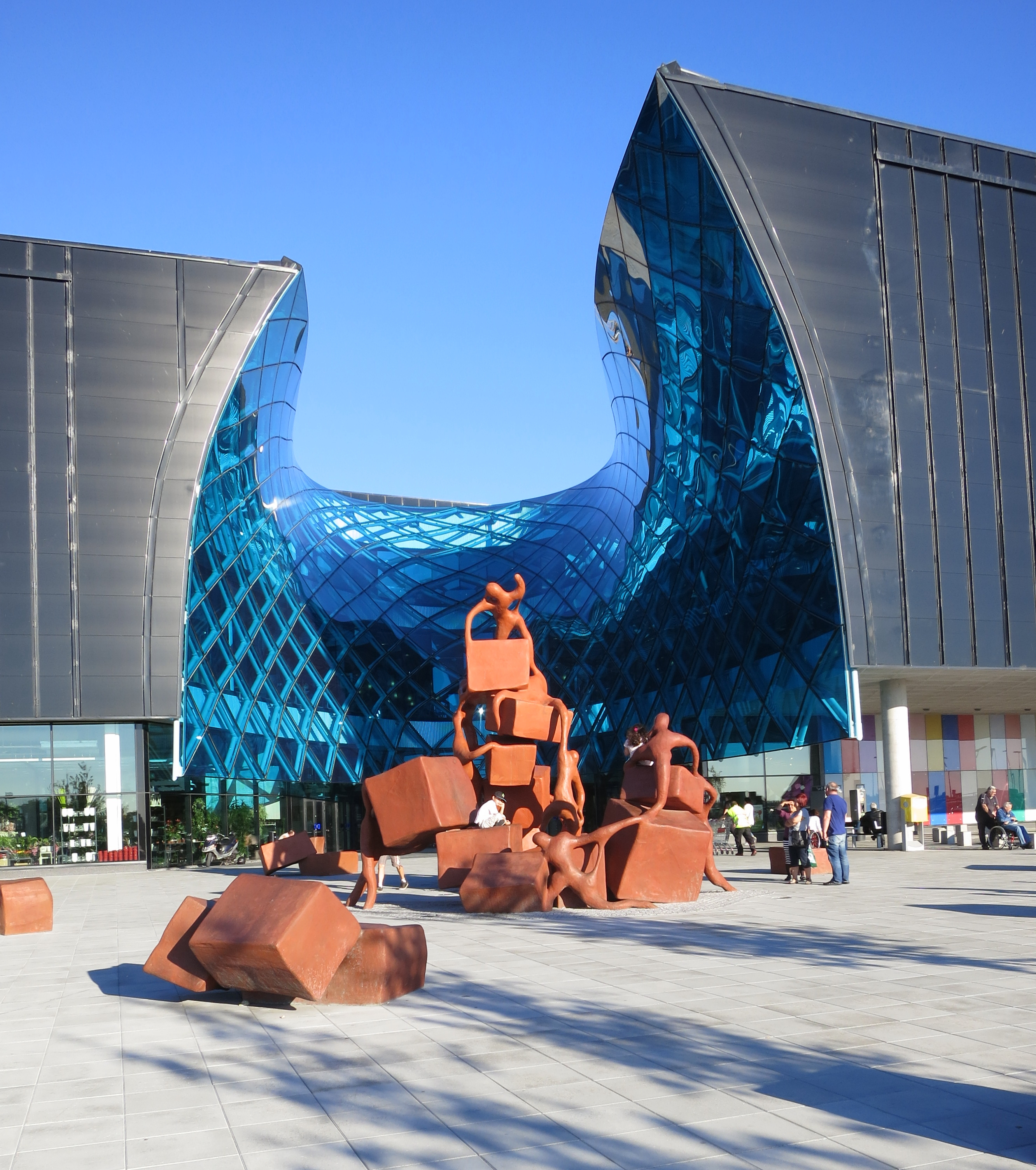
Emporia, een overdekt winkelcentrum.